# Hartmut Leppin
Hartmut Leppin (ur. 18 września 1963) – niemiecki historyk, bizantynolog. 

## Życiorys
Absolwent historii i filologii klasycznej w Marburgu, Heidelbergu i Pawii. Doktorat uzyskał w 1990 na Uniwersytecie w Marburgu. Habilitacja w 1995 na Freie Universität w Berlinie. Jest od 2001 profesorem  nadzwyczajnym w Johann Wolfgang Goethe Universität we Frankfurcie nad Menem. 

## Wybrane publikacje
- Histrionen. Untersuchungen zur sozialen Stellung von Bühnenkünstlern im Westen des Römischen Reiches zur Zeit der Republik und des Principats (= Antiquitas. Bd. 41). Habelt, Bonn 1992, ISBN 3-7749-2517-8 (Zugleich: Marburg, Universität, Dissertation, 1990).
- Von Constantin dem Großen zu Theodosius II. Das christliche Kaisertum bei den Kirchenhistorikern Socrates, Sozomenus und Theodoret (= Hypomnemata. Untersuchungen zur Antike und zu ihrem Nachleben. Bd. 110). Vandenhoeck & Ruprecht, Göttingen 1996, ISBN 3-525-25198-X (Zugleich: Berlin, Freie Universität, Habilitations-Schrift, 1995).
- Thukydides und die Verfassung der Polis. Ein Beitrag zur politischen Ideengeschichte des 5. Jahrhunderts v. Chr. (= Klio. Beiträge zur alten Geschichte. Bd. 1). Akademie-Verlag, Berlin 1999, ISBN 3-05-003458-0.
- Die Kirchenväter und ihre Zeit. C. H. Beck, München 2000. 2., durchgesehene Auflage 2006, ISBN 3-406-44741-4.
- Theodosius der Große. Wissenschaftliche Buchgesellschaft, Darmstadt 2003, ISBN 3-534-15431-2 (Besprechungen: Plekos, H-Soz-u-Kult, Sehepunkte).
- Einführung in die Alte Geschichte. C. H. Beck, München 2005, ISBN 3-406-53527-5.
- mit Hauke Ziemssen: Maxentius. Der letzte Kaiser in Rom. von Zabern, Mainz 2007, ISBN 978-3-8053-3399-3.
- Das Erbe der Antike. C. H. Beck, München 2010, ISBN 978-3-406-60130-9.
- Justinian. Das christliche Experiment. Klett-Cotta, Stuttgart 2011, ISBN 978-3-608-94291-0.
- Die frühen Christen. Von den Anfängen bis Konstantin. C. H. Beck, München, 2018, ISBN 978-3-406-72510-4.

## Publikacje w języku polskim
- Początki polityki kościelnej Justyniana, z jęz. niem. przeł. Kazimierz Ilski i Anna Kotłowska, Poznań: Instytut Historii Uniwersytetu im. Adama Mickiewicza 2005 (Wyd. 2 poprawione - 2006). Labarum 2.